# Cândido de Meneses Pacheco de Melo Forjaz de Lacerda
Cândido de Meneses Pacheco de Melo Forjaz de Lacerda (Ilha Terceira, Açores, 5 de Maio de 1863 — Lisboa, 26 de Abril de 1922), 2° visconde de Nossa Senhora das Mercês, senhor da Casa de Pombal, foi um nobre e político português.
Formou-se como bacharel em Direito pela Faculdade de Direito da Universidade de Coimbra em 1891.
Foi sub-delegado do Procurador Régio, e juiz substituto de Direito na comarca de Angra do Heroísmo. Exerceu o cargo de vereador da Câmara Municipal de Angra do Heroísmo e Agente consular de Itália em Angra do Heroísmo.

## Genealogia
Foi filho de Cândido Pacheco de Melo Forjaz de Lacerda, 1º visconde de Nossa Senhora das Mercês, nascido em 22 de Junho de 1837 e de Maria de Sampaio Dart, nascida em 21 de Outubro de 1843.
Desposou Carlota Augusta da Rocha de Bettencourt e Ávila (nascida em 22 de Julho de 1870) em Angra do Heroísmo, a 5 de Maio de 1894. Desta união nasceram seis filhos:
1. Luís Diogo de Bettencourt Forjaz de Lacerda, a 3 de Abril de 1895.
2. José de Bettencourt Forjaz de Lacerda, que foi o 3º visconde de Nossa Senhora das Mercês, e desposou, em 1890 (?!), D. Violante Maria Luisa de Castro e Vasconcelos de Sá Pereira e Almeida.
3. Luís Diogo de Bettencourt Forjaz de Lacerda, a 27 de Janeiro de 1901, que desposou Albertine Lacam.
4. Maria das Mercês de Bettencourt Forjaz de Lacerda, a 9 de Julho de 1902.
5. Maria Emília de Bettencourt Forjaz de Lacerda, a 11 de Agosto de 1903.
6. Maria Madalena de Bettencourt Forjaz de Lacerda, a 26 de Abril de 1908, que desposou Salvador José Dias dos Santos Arnaut.